# Ahn Cheol-soo
Ahn Cheol-soo (kor. 안철수, ur. 26 lutego 1962 w Pusan) – południowokoreański lekarz, przedsiębiorca i polityk.
Ojciec Ahna Cheol-soo był lekarzem, Ahn Cheol-soo również ukończył studia medyczne w 1986 roku na Narodowym Uniwersytecie Seulskim, potem kontynuował edukację, uzyskując w 1988 roku dyplom magistra, a w 1991 doktora.
Z komputerem zetknął się po raz pierwszy w 1982, korzystał z niego jego sublokator. Zainteresowało go to na tyle, że kupił własny komputer osobisty i zaczął we własnym zakresie uczyć się programowania. Opracowany przez niego i udostępniony nieodpłatnie program antywirusowy, nazwany V1 (od vaccine - szczepionka), był pierwszym tego typu oprogramowaniem w Korei Południowej.
Po ukończeniu studiów pracował jako wykładowca na Wydziale Medycyny Dankook University w Cheonan (1989-91), następnie odbył służbę wojskową jako oficer medyczny (1991-1994).
Opracowane przez niego oprogramowanie zyskało na tyle dużą popularność, że w 1995 roku zdecydował się na założenie własnego przedsiębiorstwa nazwanego AhnLab, zlokalizowanego w Seulu, oferującego oprogramowanie zabezpieczające. W 1997 roku, po ukończeniu studiów podyplomowych z zarządzania na University of Pennsylvania, zrezygnował z praktyki lekarskiej i skoncentrował się na rozwijaniu AhnLab. Firma zdobyła znaczny udział w południowokoreańskim rynku oprogramowania antywirusowego, rozpoczęła również ekspansję na rynku chińskim i japońskim. W 2001 roku zadebiutowała na giełdzie KOSDAQ. W 2005 roku Ahn Cheol-soo zrezygnował z bezpośredniego kierowania AhnLabem, pozostając przewodniczącym jego rady nadzorczej. W latach 2005–2010 był dyrektorem, a od 2010 do 2011 roku prezesem zarządu koncernu metalurgicznego POSCO.
Znaczna popularność i rozpoznawalność Ahna Cheol-soo spowodowały, że zaczął być wymieniany jako potencjalny kandydat na burmistrza Seulu przed wyborami w 2006 roku. W kolejnych wyborach w 2011 roku publicznie poinformował o tym, że rozważa kandydowanie. Mimo znacznego poparcia w sondażach nie zdecydował się na udział w wyborach, ale poparł niezależnego kandydata Park Won-soona.
Dwukrotnie kandydował w wyborach prezydenckich. Z wyborów w 2012 roku wycofał się, aby podnieść szanse na wygraną Mun Jae-ina z Park Geun-hye. W wyborach w 2017 roku wystartował jako kandydat założonej przez siebie Partii Ludowej. Zajął w nich trzecie miejsce uzyskując 21,4% głosów.